# Серафим (Кузнецов)
Игумен Серафим (в миру Георгий Михайлович Кузнецов; 1875—1959) — священнослужитель Русской православной церкви, игумен, духовный писатель.

## Биография
Родился в купеческой семье Михаила Осиповича и Александры Петровны Кузнецовых.
В 1896 году Егор Кузнецов был призван на военную службу, менее года служил на Тихоокеанском флоте. После демобилизации (возможно по ранению) стал послушником в Белогорской обители и был назначен письмоводителем у настоятеля обители Варлаама (Коноплёва).
8 июля 1902 года послушник Георгий был пострижен в рясофор, а в 1903 году был пострижен в монашество с именем Серафим, в честь преподобного Серафима Саровского. 22 июня 1905 года Никанор (Надеждин) рукоположил иеродиакона Серафима в сан иеромонаха.
С 5 по 13 июля 1909 года в Троицко-Сергиевой Лавре иеромонах Серафим присутствовал на Всероссийском монашеском съезде в качестве члена с правом совещательного голоса в составе делегации от Белогорского монастыря Пермской епархии. Во время работы Всероссийского съезда иеромонах Серафим был представлен Великой княгине Елизавете Фёдоровне как знаток организации уставной жизни монашеских обителей и автор «Монашеского устава». В дальнейшем о. Серафим стал братом во Христе и духовником Елизаветы Фёдоровны. В «Житии Преподобномученицы Великой Княгини Елисаветы» о. Серафим называется её другом и духовником.
8 декабря 1910 года настоятель Белогорской обители архимандрит Варлаам и иеромонах Серафим были удостоены чести быть принятыми императором Николаем II и цесаревичем Алексеем Николаевичем. С апреля 1912 года в Белогорской обители под редакцией о. Серафима начал выходить религиозно-патриотический журнал «Голос долга». Эта инициатива получила поддержку от Императорского дома и 19 августа 1912 года иеромонах Серафим был удостоен Высочайшей благодарности и возведён в сан игумена.
Осенью 1918 года игумен Серафим с двумя послушниками приехал в Алапаевск к месту мученической кончины Великой княгини Елизаветы Фёдоровны и участвовал в поисках тел и их извлечении со дна шахты. В конце 1920 года два гроба — великой княгини Елизаветы и сестры Марфо-Мариинской обители Варвары, в сопровождении игумена Серафима прибыли в Иерусалим. Погребение алапаевских мучениц в январе 1921 года под храмом равноапостольной Марии Магдалины в Гефсимании совершил Иерусалимский Патриарх Дамиан.
По благословению Патриарха Дамиана игумен Серафим построил небольшую келью на Елеонской горе в Малой Галилее. В 1945 году во время приезда Патриарха Алексия I игумен Серафим вернулся в юрисдикцию Московской Патриархии, однако в Советскую Россию возвратиться не смог. В 1950 году передал для Патриарха Алексия новую редакцию «Монашеского устава», одна из копий которого хранится в библиотеке Московской духовной академии.
Игумен Серафим похоронен в Малой Галилее, в резиденции Патриарха Иерусалимского на горе Елеон. На могильной плите надпись:
Русский
Священноигумен Серафим.
Начальник Свято-Серафимовского скита
Пермской епархии.
Он привез гроб с телом
мученицы Великой кн. Елисаветы Феодоровны
в Иерусалим в 1920 г.
(1875–1959 гг. 22 фев.)

## Публикации
- Скитский насельник. — Кунгур : тип. Летунова, 1907. — 71 с. — (Благословение Свято-Серафимского скита Белогородского монастыря Пермской епархии).
- Речь иеромонаха Серафима, произнесенная в городе Кунгуре при открытии Отделения Пермского монархического общества 28 декабря 1906 года. — Кунгур : тип. М. Ф. Летунова, 1907. — 15 с. — (Благословение Серафимовского скита Белогорского Свято-Николаевского православно-миссионерского мужского общежительного монастыря Пермской епархии; № 10).
- «Уральский Афон» : (Белая гора) : [Описание]. — Нижний Новгород : типо-лит. И. М. Машистова, 1909. — 32 с.
  - «Уральский Афон» : (Белая гора) : [Описание]. — Нижний Новгород : типо-лит. И. М. Машистова, 1914. — 32 с.
- «Духовный пир веры» : Белогорское церковное торжество 1908 года. — Нижний Новгород : типо-лит. И. М. Машистова, 1909. — 32 с.
- «Путевые впечатления» : Поездка в Иерусалим и на Афон в 1908 г. — Санкт-Петербург : Отеч. тип., 1910. — 227 с.
- Сборник «Монашеские уставы» в 3 т., 1910
- Еще о Толстом; Жизнь за други своя : [О женщине-враче Евдокии Самуиловне Мальцевой]. — Санкт-Петербург : газ. «Рус. знамя», 1911. — 16 с.
- Пермский Успенский первоклассный женский общежительный монастырь, (в Пермской епархии). — Нижний Новгород : типо-лит. т-ва И. М. Машистова, 1913. — 105 с.
- Георгиевский женский монастырь, именуемый «Св. Кустики» в Уфимской епархии, Бирском уезде. — Кунгур : тип. М. Ф. Летунова, 1913 (обл. 1914). — 54 с.
- Торжество долга : (Прославление святейшего патриарха-патриота Ермогена и майские торжества в 1913 г. по случаю празднования 300-летия царствующего Дома Романовых). — Кунгур : тип. М. Ф. Летунова, 1914. — [2], XVI, 496, 4 с.
- Православный Царь-Мученик. — Пекин, 1920. — 177 с.
  - Православный Царь-Мученик / Сост. Сергей Фомин. — Москва : Паломник, 2000. — 799 с.
- Мученики Христіанскаго долга. — Пекинъ: Русская Типографія при Духовной Миссіи, 1920. — 27 с.
- Первый Всероссийский съезд монашествующих 1909 года: Воспоминания участника / Иеромонах Серафим. — М. : Изд-во им. Святителя Игнатия Ставропольского, 1999. — 366, [2] с.; 21 см.
- Мужской общежительный устав. — По изд. 1910 г. — М. : Изд-во им. Святителя Игнатия Ставропольского, 2000. — 336 с.
- Женские иноческие уставы. — Самара : Сам. Ивер. жен. монастырь ; Смоленск : Гомеопат. медицина, 2002. — 292 с.
- Мученики христианского долга. — Пермь : Архиерейское подворье Крестового храма святителя Митрофана Воронежского, 2021. — 77 с. — ISBN 978-5-6044880-2-7 — 1000 экз.